# Florisbad-schedel
De Florisbad-schedel is een schedelfragment van een vroege moderne mens, in 1932 door professor Thomas Frederick Dreyer in de buurt van Bloemfontein bij Florisbad in de Unie van Zuid-Afrika gevonden. Het schedelfragment is rond de 260.000 jaren oud, uit de periode van de Afrikaanse Middle Stone Age.

## Naamgeving
In het verleden werd de schedel beschreven als behorende tot Homo sapiens helmei, Homo africanthropus helmei of Homo helmei. Professor Dreyer benoemde in 1935 zijn vondst naar de financier van zijn opgraving kapitein Robert Egerton Helme.
Op verschillende plaatsen in Afrika hebben wetenschappers skeletdelen van vergelijkbare mensen gevonden, die er in vergelijking met de moderne Homo sapiens over het algemeen robuuster en archaïscher uitzien, maar niet archaïsch genoeg om ze bij de Homo heidelbergensis in te delen. Ze tonen een mozaïek van kenmerken: een sterk ontwikkelde wenkbrauwboog, laag voorhoofd, gebogen occipitaal bot, een grote wanddikte en een uitgesproken lang hoofd. Exemplaren in deze categorie omvatten naast die van Florisbad, onder andere ook OMO 2 (Kibish-formatie), Ethiopië (1967); Laetoli 18, Tanzania (1976) ; Eliye Springs (KNM-ES 11693), Kenia (1985) en Ileret (KNM-ER 999 en 3884), Kenia (1971 c.q. 1976). De gemiddelde hersencapaciteit van deze mensengroep wordt geschat op ca. 1.400 cc. en is daardoor iets groter dan die van de moderne mens (1.350 cl.).
Aangezien de vondst van Dreyer de eerste was waarvoor een aparte soortnaam gepubliceerd werd, worden al deze vroege moderne mensen van oudere datum wel gerekend tot Homo helmei. Meestal worden ze echter als vroege Homo sapiens beschouwd.

## Werktuigen
Bij dit schedelfragment vond Dreyer stenen werktuigen, die overeenkomsten vertonen met de industrie van de Middle Stone Age (Afrikaanse Middensteentijd). Deze technologie kwam voor in Afrika en wordt geassocieerd met de vroege moderne mens.

## Homo naledi
Uit ongeveer dezelfde periode zijn in zuidelijk Afrika ook vondsten gedaan van een geheel andere mensensoort, Homo naledi. Deze is uiteindelijk door de vroege moderne mens verdrongen.
| Voorlopers en oude verwanten van de mens | Voorlopers en oude verwanten van de mens | Voorlopers en oude verwanten van de mens |
| Fossiel voorkomen                        | Geslacht                                 | Soorten |
| ---------------------------------------- | ---------------------------------------- | --- |
| 7 - 4,4 Ma                               | Sahelanthropus                           | Sahelanthropus tchadensis |
| 7 - 4,4 Ma                               | Orrorin                                  | Orrorin tugenensis |
| 7 - 4,4 Ma                               | Ardipithecus                             | Ardipithecus ramidus · Ardipithecus kadabba |
| 4,3 - 2 Ma                               | Australopithecus                         | A. anamensis · A. afarensis · A. bahrelghazali · A. africanus · A. garhi · A. sediba |
| 3,5 Ma                                   | Kenyanthropus                            | Kenyanthropus platyops |
| 2,5 - 1 Ma                               | Paranthropus                             | P. aethiopicus · P. boisei · P. robustus |
| tot heden                                | Homo                                     | H. antecessor · H. cepranensis · H. denisova · Homo erectus (Javamens · Pekingmens) · H. ergaster · H. floresiensis · H. gautengensis · H. georgicus · H. habilis · H. heidelbergensis · H. helmei · H. neanderthalensis · H. rhodesiensis · H. rudolfensis · Homo sapiens (H. s. idaltu · Cro-magnonmens · Red Deer Cave-mensen) |